# Quadrifolium

Quadrifolium pivoté de 45 °

En mathématiques, un quadrifolium est une courbe plane obtenue en traçant une sinusoïde en coordonnées polaires, plus précisément une rosace avec k = 2, donc à quatre pétales.
Son équation en coordonnées polaires est :
{\displaystyle r=\cos(2\theta ),\,}
l'équation cartésienne correspondante est
{\displaystyle (x^{2}+y^{2})^{3}=(x^{2}-y^{2})^{2}.\,}
Pivoté de 45°, ces deux équations deviennent
{\displaystyle r=\sin(2\theta )\,}
et
{\displaystyle (x^{2}+y^{2})^{3}=4x^{2}y^{2}.\,}
Ces deux équations cartésiennes sont celles d'une courbe algébrique plane de genre zéro.
Sa courbe duale a pour équation :
{\displaystyle (x^{2}-y^{2})^{4}+837(x^{2}+y^{2})^{2}+108x^{2}y^{2}=16(x^{2}+7y^{2})(y^{2}+7x^{2})(x^{2}+y^{2})+729(x^{2}+y^{2}).\,}
L'aire de la zone à l'intérieur de la courbe est {\displaystyle {\tfrac {1}{2}}\pi }, qui est exactement la moitié de l'aire du disque unité, dont le bord est le cercle circonscrit à la courbe. La longueur de la courbe est environ 9,6884.